# Hermann Lotze
Rudolf Hermann Lotze (/ˈlɔːtsə/; germană: [ˈlɔtsə]; n. 21 mai 1817, Budissin, Saxonia, Germania – d. 1 iulie 1881, Comuna Hol, Buskerud, Norvegia) a fost un filozof și logician german. El a susținut că, dacă lumea fizică este guvernată de legile și relațiile mecanice, atunci evoluțiile din univers ar putea fi explicate ca funcționarea unei minți universale. Studiile sale medicale au fost lucrări de pionierat în psihologia științifică.

## Biografie
Lotze s-a născut în Bautzen, Regatul Saxonia, fiul unui medic. A fost educat la liceul din Zittau; a avut o dragoste de durată pentru autorii clasici, publicând o traducere a Antigonei lui Sofocle în versurile latinești la mijlocul vieții.
A urmat cursurile Universității din Leipzig ca student la filozofie și științe naturale, dar a intrat oficial ca student la medicină când avea șaptesprezece ani. A fost atras atât de știință, cât și de idealismul german al lui Johann Gottlieb Fichte, Friedrich Wilhelm Joseph Schelling și Georg Wilhelm Friedrich Hegel.
Lotze a lucrat într-o perioadă post-revoluționară de tranziție între moștenirile idealiste și raționaliste ale lui Leibniz, Kant și Hegel și noul materialism și interpretarea științifică a realității.
Lotze a propus o viziune numită idealism teleologic, al cărui principiu central este principiul teleomecanismului, ideea că, în logică, metafizică și știință, mecanismul este compatibil cu teleologia.

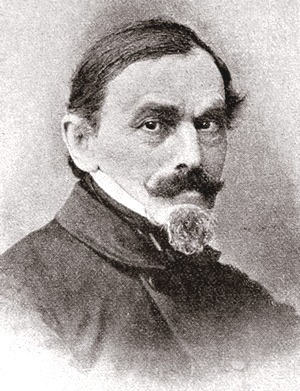
Hermann Lotze

Prelegerile lui Lotze au variat într-un domeniu larg: a susținut anual prelegeri despre psihologie și logică (aceasta din urmă incluzând un studiu al întregii cercetări filozofice, Encyclopädie der Philosophie), apoi, la intervale mai lungi, prelegeri despre metafizică, filosofia naturii, filosofia artei, filosofia religiei, rareori despre istoria filozofiei si eticii. În aceste prelegeri, el și-a expus punctele de vedere deosebite într-o formă mai strictă și, în ultimul deceniu al vieții sale, a întruchipat substanța acelor cursuri în System der Philosophie, din care au apărut doar două volume (vol. I Logik, ed. I., 1874, ed. a 2-a, 1880, vol. II Metaphysik, 1879). Cel de-al treilea și ultimul volum, care urma să trateze într-o formă mai condensată principalele probleme ale filosofiei practice, ale filozofiei artei și religiei, nu a fost finalizat înainte de moartea sa.

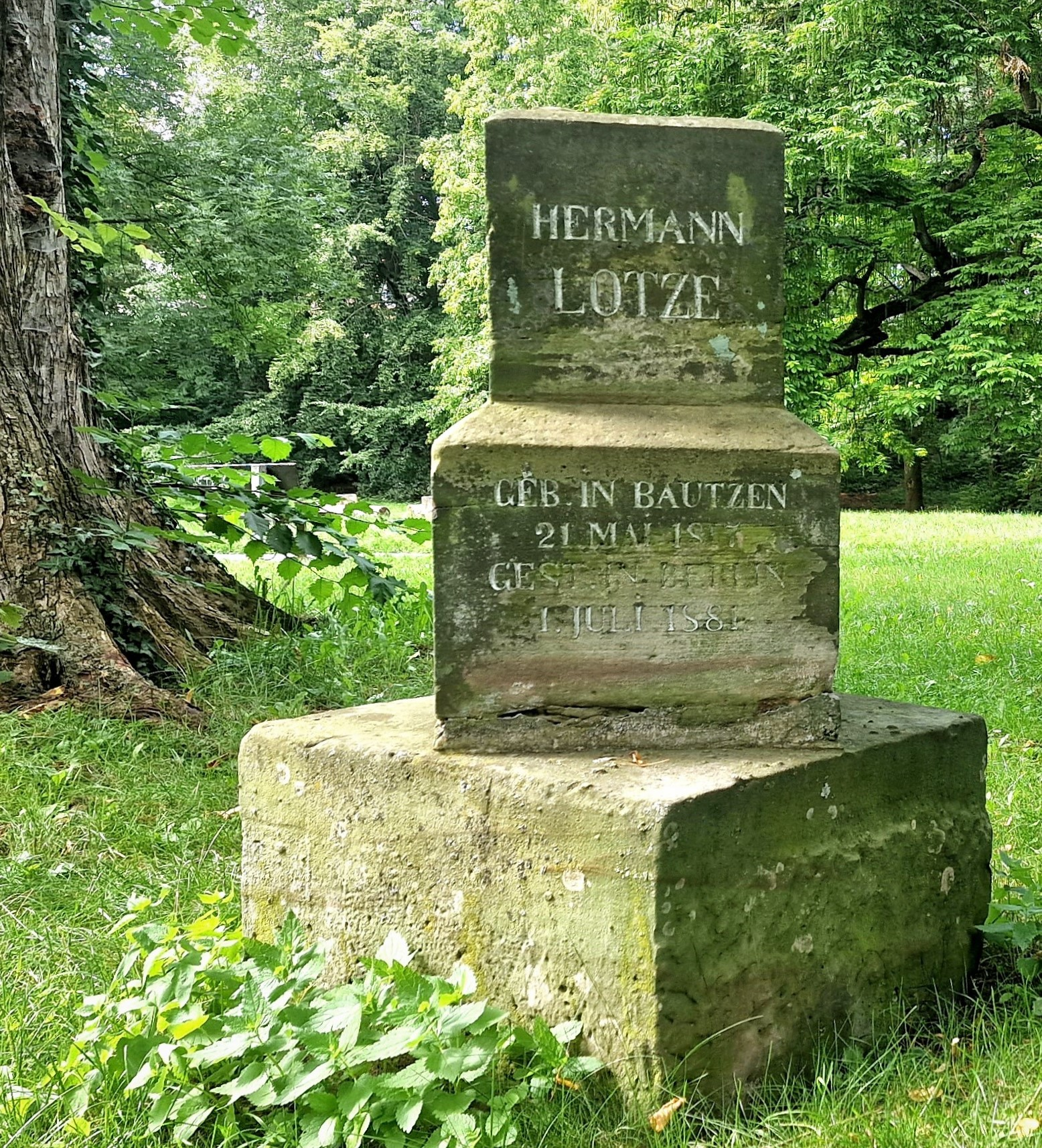
Mormântul lui Hermann Lotze

A fost profesor pentru mai mulți filosofi care aveau să ocupe poziții importante în lumea academică prusacă sau austro-ungară, precum : Carl Stumpf (profesor la Munchen, rector al Universității din Berlin), Anton Marty (profesor la Cernăuți, rector al Universității Caroline din Praga), Károly Böhm⁠(d) (profesor la Universitatea din Cluj) sau Georg Elias Muller (profesor la Cernăuți și Göttingen). Cel din urmă i-a fost succesor la catedra sa din Göttingen.

## Lucrări

### Lucrări în latină și germană
- De futurae biologiae principiis philosophicis (1838). Reprinted in Kleine Schriften, 1885. Vol. 1, pp. 1–25
- De summis continuorum (1840).
- Gedichte (1840).
- Metaphysik (1841). Google (Oxford)
- Allgemeine Pathologie und Therapie als mechanische Naturwissenschaften (1842). 2nd ed., 1848. Google (Harvard)
- Logik (1843). Google (NYPL) 2nd ed., 1880.
- Ueber den Begriff der Schönheit (1845). Reprint, 1847. Google (Oxford)
- Allgemeine Physiologie des körperlichen Lebens (1851). Google (Harvard)
- Medicinische Psychologie oder Physiologie der Seele (1852). Google (Oxford) Google (UMich)
- Mikrokosmus: Ideen zur Naturgeschichte und Geschichte der Menschheit (1856–64). 2nd ed., 1868–72. 4th ed., 1884–88.
  - Volume 1, 1856. Google (Oxford) Google (UMich)
  - Volume 2, 1858. Google (Oxford) Google (UMich) Google (NYPL)
  - Volume 3, 1864. Google (Oxford) Google (NYPL)
- Streitschriften (1857). Google (Harvard)
- Geschichte der Aesthetik in Deutschland (1868). Google (Oxford)
- System der Philosophie.
  - Part 1. Logik: Drei Bücher (1874). Google (Oxford) Google (UMich) Google (UWisc). 2nd ed., 1880.
  - Part 2. Metaphysik: Drei Bücher (1879). 2nd ed., 1884.
- Geschichte der deutschen Philosophie seit Kant (1882). 2nd ed., 1894. Google (UWisc)
- Grundzüge der Psychologie (1881). Google (Harvard) 2nd ed., 1882. Google (Oxford)
- Grundzüge der Naturphilosophie (1882). Google (Oxford)
- Grundzüge der praktischen Philosophie (1882). 2nd ed., 1884. Google (UCal)
- Grundzüge der Religionsphilosophie (1883). 2nd ed., 1884. Google (Oxford)
- Grundzüge der Logik und Encyclopädie der Philosophie (1883). 2nd ed., 1885. Google (UCal)
- Grundzüge der Metaphysik (1883). Google (Oxford)
- Grundzüge der Aesthetik (1884).
- Kleine Schriften (1885–91).
  - Volume 1, 1885. Google (Oxford) Google (Stanford) Google (UWisc)
  - Volume 2, 1886. Google (Harvard)
  - Volume 3, 1891. Google (UWisc)